# Provinciale Statenverkiezingen 1946
De Provinciale Statenverkiezingen 1946 waren Nederlandse verkiezingen die op 29 mei 1946 werden gehouden voor de leden van Provinciale Staten in de elf provincies.

## Aanloop
Vanwege het uitbreken van de Tweede Wereldoorlog waren na 1939 geen Provinciale Statenverkiezingen meer gehouden.
Om stemgerechtigd te zijn diende men de Nederlandse nationaliteit te hebben, op de dag van de stemming ten minste 23 jaar oud te zijn en op de dag van de kandidaatstelling te wonen in de provincie waarvoor de verkiezing plaatsvond. Nederlanders die in het buitenland woonden en niet ingeschreven stonden in een Nederlandse gemeente hadden geen stemrecht bij deze verkiezingen.

## Uitslagen

### Opkomst
|                   | 1939      | 1939      | 1946      | 1946  |
| # stemmen         | %         | # stemmen | %         |       |
| ----------------- | --------- | --------- | --------- | ----- |
| Kiesgerechtigden  | 4.637.645 |           | 5.243.809 |       |
| Niet opgekomen    | 316.824   | 6,83      | 410.852   | 7,83  |
| Opkomst           | 4.320.821 | 93,17     | 4.832.957 | 92,17 |
| Ongeldige stemmen | 86.198    | 1,99      | 158.828   | 3,29  |
| Blanco stemmen    | 105.149   | 2,43      | -         | -     |
| Geldige stemmen   | 4.129.474 | 95,58     | 4.674.129 | 96,71 |

### Landelijk overzicht
| Zetelverdeling Provinciale Staten            | Zetelverdeling Provinciale Staten | Zetelverdeling Provinciale Staten | Zetelverdeling Provinciale Staten | Zetelverdeling Provinciale Staten |
| Partij                                       | 1939                              | 1939                              | 1946                              | verschil                          |
| -------------------------------------------- | --------------------------------- | --------------------------------- | --------------------------------- | --------------------------------- |
| Katholieke Volkspartij                       | 186                               | 186                               | 188                               | +2                                |
|                                              |                                   |                                   |                                   |                                   |
| Sociaal-Democratische Arbeiderspartij        | 124                               | 124                               | -                                 |                                   |
| Vrijzinnig Democratische Bond                | 39                                | 39                                | -                                 |                                   |
| Christelijk-Democratische Unie               | 12                                | 12                                | -                                 |                                   |
| VDB/LSP                                      | 1                                 | 1                                 | -                                 |                                   |
| Partij van de Arbeid                         | -                                 | -                                 | 157                               |                                   |
| subtotaal                                    | 176                               | 176                               | 157                               | -19                               |
|                                              |                                   |                                   |                                   |                                   |
| Anti-Revolutionaire Partij                   | 82                                | 82                                | 78                                | -4                                |
| Christelijk-Historische Unie                 | 63                                | 63                                | 62                                | -1                                |
| Communistische Partij van Nederland          | 12                                | 12                                | 58                                | +46                               |
| Partij van de Vrijheid                       | 34                                | 34                                | 37                                | +3                                |
| Staatkundig Gereformeerde Partij             | 10                                | 10                                | 10                                | 0                                 |
| Nationaal-Socialistische Beweging            | 21                                | 21                                | -                                 | -21                               |
| Revolutionair-Socialistische Arbeiderspartij | 2                                 | 2                                 | -                                 | -2                                |
| provinciale partijen                         | 4                                 | 4                                 | -                                 | -4                                |
| totaal                                       | 590                               | 590                               | 590                               | 0                                 |

### Uitslagen per provincie naar partij
| Groningen     | 2   | 16  | 10 | 5  | 7  | 5  | -  | 0 | 45  |
| Friesland     | 3   | 18  | 12 | 9  | 6  | 2  | 0  | - | 50  |
| Drenthe       | 2   | 13  | 7  | 5  | 2  | 6  | -  | - | 35  |
| Overijssel    | 13  | 13  | 6  | 7  | 5  | 2  | 1  | - | 47  |
| Gelderland    | 21  | 16  | 7  | 10 | 3  | 4  | 1  | - | 62  |
| Utrecht       | 11  | 12  | 7  | 5  | 3  | 2  | 1  | - | 41  |
| Noord-Holland | 19  | 24  | 7  | 4  | 18 | 5  | 0  | 0 | 77  |
| Zuid-Holland  | 16  | 25  | 14 | 7  | 10 | 7  | 3  | - | 82  |
| Zeeland       | 9   | 10  | 6  | 8  | 1  | 4  | 4  | 0 | 42  |
| Noord-Brabant | 53  | 6   | 2  | 2  | 1  | 0  | 0  | 0 | 64  |
| Limburg       | 39  | 4   | 0  | 0  | 2  | -  | -  | 0 | 45  |
| totaal        | 188 | 157 | 78 | 62 | 58 | 37 | 10 | 0 | 590 |
| totaal        | 188 | 157 | 0  |    | 58 | 37 | 10 | 0 | 590 |

Een "-" in de tabel betekent dat de betreffende partij bij de verkiezingen van 1946 in de betrokken provincie geen kandidatenlijst heeft ingediend.

## Eerste Kamerverkiezingen
De leden van Provinciale Staten kozen bij de Eerste Kamerverkiezingen op 12 juli 1946 in vier kiesgroepen een geheel nieuwe Eerste Kamer.
De leden van Provinciale Staten kozen bij de Eerste Kamerverkiezingen op 8 juli 1948 in vier kiesgroepen een geheel nieuwe Eerste Kamer.
Provinciale Statenverkiezingen zijn daarmee behalve provinciaal ook nationaal van belang.
1910 · 
1913 · 
1916 · 
1919 · 
1923 · 
1927 · 
1931 · 
1935 · 
1939 · 
1946 · 
1950 · 
1954 · 
1958 · 
1962 · 
1966 · 
1970 · 
1974 · 
1978 · 
1982 · 
1985 · 
1987 · 
1991 · 
1995 · 
1999 · 
2003 · 
2007 · 
2011 · 
2015 · 
2019 · 
2023